# Libera Me (film, 1993)
Pour les articles homonymes, voir Libera Me.
Pour plus de détails, voir Fiche technique et Distribution.
Libera Me est un film français réalisé par Alain Cavalier, sorti en 1993. 
Dans Le Monde, Jean-Michel Frodon écrit : « Libera me n'est pas un film sur la résistance, mais un film de résistance. D'une urgence salutaire ».

## Synopsis
Dans un pays où règne un régime répressif, un réseau de résistants rivalise d'ingéniosité pour mettre la dictature en échec. Malgré la torture et les arrestations, un mouvement de résistance se crée.

## Fiche technique
- Titre : Libera Me
- Réalisation : Alain Cavalier
- Scénario : Alain Cavalier, Andree Fresco et Bernard Crombey
- Photographie : Patrick Blossier
- Montage : Marie-Pomme Carteret
- Décors : Claire Séguin
- Costumes : Monic Parelle
- Pays d'origine :  France
- Format : couleurs
- Durée : 75 minutes
- Date de sortie : 1993

## Distribution
- Annick Concha : la mère
- Pierre Concha : le père
- Thierry Labelle : le fils aîné
- Christophe Turrier : le fils cadet
- Philippe Tardif : le commis
- Cécile Haas : l'amie du commis
- Michel-René Labelle : le boucher
- Claire Séguin : la blonde
- Michel Quenneville : le photographe
- Louis Becker : le policier
- Catherine Caron : la femme du policier
- François Christophe : l'adjoint du policier
- Jean Monod : le vieil officier
- Paul Chevillard : le jeune officier